# Гутенштеттен
Гутенштеттен (нім. Gutenstetten) — громада в Німеччині, розташована в землі Баварія. Підпорядковується адміністративному округу Середня Франконія. Входить до складу району Нойштадт-на-Айші–Бад-Віндсгайм. Складова частина об'єднання громад Діспек.
Площа — 21,37 км2. Населення становить 1277 ос. (станом на 31 грудня 2020).